# Donna Strickland
Donna Theo Strickland (Guelph, 27 maggio 1959) è una fisica canadese vincitrice del Premio Nobel per la fisica del 2018, insieme a Gérard Mourou e Arthur Ashkin, per le loro "invenzioni rivoluzionarie nel campo della fisica dei laser".
È la terza donna a ricevere il Nobel per la fisica dopo Maria Goeppert-Mayer nel 1963 e Marie Curie nel 1903.

## Biografia
Donna Strickland è nata il 27 maggio 1959 a Guelph, nell'Ontario, in Canada figlia dell'insegnante Edith J. (nata Ranney) e dell'ingegnere elettrico Lloyd Strickland. Ha una sorella Anne e un fratello Rob.
Si è laureata in ingegneria fisica a McMaster University nel 1981, dove era una delle tre donne in una classe di venticinque. Ha conseguito il dottorato in fisica (specialistica in ottica) presso l'Università di Rochester nel 1989. Sotto la supervisione di Gérard Mourou ha discusso la tesi di dottorato intitolata Sviluppo di un laser ultra-brillante e un'applicazione per la ionizzazione multi-fotone. Nel 1985, mentre si trovava a Rochester, Mourou e Strickland hanno co-inventato l'amplificazione a impulsi chirp per laser, un metodo per generare impulsi ottici ultracorti ad alta intensità, per i quali in seguito hanno ricevuto il Premio Nobel per la fisica.

## Carriera
Dal 1988 al 1991, Strickland è stata ricercatrice associata presso il National Research Council del Canada, dove ha lavorato con Paul Corkum nella sezione dei fenomeni ultraveloci, che si distinse all'epoca per aver prodotto il laser a impulsi a corto raggio più potente al mondo. Dal 1991 al 1992 ha lavorato nella divisione laser del Lawrence Livermore National Laboratory entrando a far parte dello staff tecnico dell'Advanced Technology Center di Princeton per la fotonica e i materiali optoelettronici nel 1992. Si è unita all'Università di Waterloo nel 1997 come assistente professore ed è attualmente professore associato, leader di un gruppo che sviluppa sistemi laser ultraveloce ad alta intensità per indagini di ottica non lineare. Si descrive come un "laser jock".

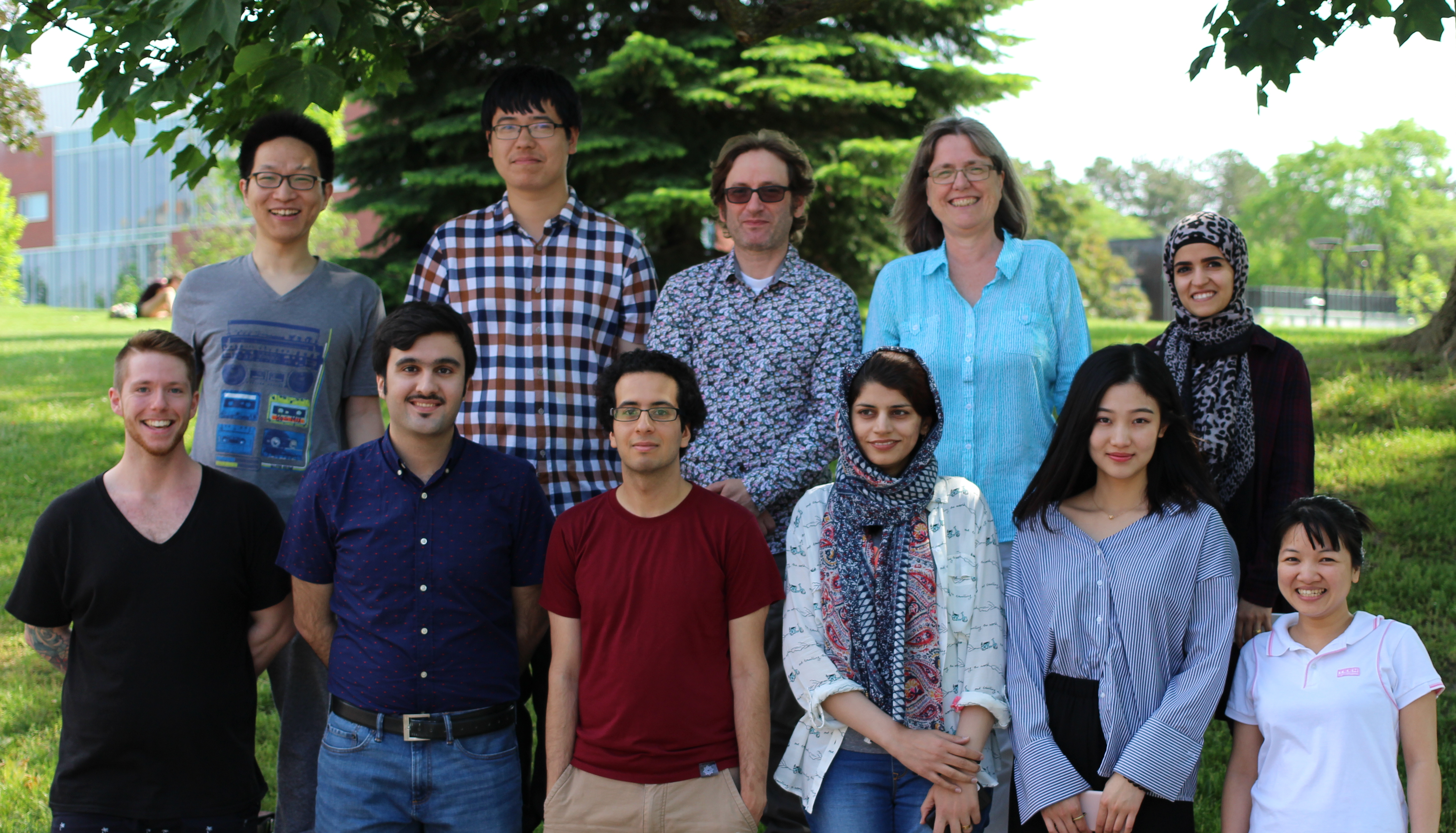
Il gruppo laser ultraveloce di Strickland presso l'Università di Waterloo, nel 2017

Il recente lavoro di Strickland si è concentrato sullo spingere i confini della scienza ottica ultraveloce verso nuove gamme di lunghezze d'onda, come il medio infrarosso e l'ultravioletto, usando tecniche a due colori o multifrequenza, così come la generazione Raman. Sta inoltre lavorando sul ruolo dei laser ad alta potenza nella lente microcristallina dell'occhio umano, durante il processo di microlavorazione della lente dell'occhio per curare la presbiopia.
Donna Strickland è diventata socia di The Optical Society (allora nota come Optical Society of America) nel 2008. Ha ricoperto la carica di vicepresidente e presidente rispettivamente nel 2011 e nel 2013 ed è stata redattrice capo della rivista Optics Letters dal 2004 al 2010. Il 2 agosto 2021 è stata nominata dal Santo Padre Ordinario della Pontificia accademia delle scienze. È sposata con il collega Rochester Douglas R. Dykaar. Hanno due bambini.

## Pubblicazioni selezionate
- (EN) Donna Strickland e Gerard Mourou, Compression of amplified chirped optical pulses, in Optics Communications, vol. 56, n. 3, 1985,  pp. 219-221, DOI:10.1016/0030-4018(85)90120-8, ISSN 00304018 (WC · ACNP).
- (EN) P. Maine, D. Strickland, P. Bado, M. Pessot e G. Mourou, Generation of ultrahigh peak power pulses by chirped pulse amplification, in IEEE Journal of Quantum Electronics, vol. 24, n. 2, 1988,  pp. 398-403, DOI:10.1109/3.137, ISSN 0018-9197 (WC · ACNP).
- (EN) D. Strickland e P.B. Corkum, Resistance of short pulses to self-focusing, in JOSA B, vol. 11, n. 3, 1994,  pp. 492-497, DOI:10.1364/JOSAB.11.000492.